# Городская усадьба Арсеньевых
Городская усадьба Арсеньевых — деревянное здание в Москве, построенное в начале XIX века. Расположено в районе Замоскворечье Центрального административного округа по адресу: улица Большая Ордынка, дом 45/8, строение 3. Имеет статус объекта культурного наследия федерального значения.

## История
Дом был построен в начале XIX века до пожара 1812 года. От пожара здание серьёзно не пострадало, сохранился его каменный цокольный этаж. В 1834 году был реконструирован фасад. Особняк принадлежал семье Арсеньевых.
По данным на 2015 год, помещение занимает ресторан.

## Архитектура
Особняк представляет собой деревянный сруб с мезонином на каменном цокольном этаже. Дом выдержан в стиле ампир. Высокий мезонин завершается фронтоном. Фасад украшен портиком с четырьмя круглыми ионическими полуколоннами. Окна размещены в нишах арок. Данный тип дома был достаточно распространённым в Замоскворечье XIX века.